# Trattato di Spira (1544)
Il trattato di Spira (Speyer in tedesco e danese), o pace di Spira fu stipulato il 23 maggio 1544 tra il Regno di Danimarca e il Sacro Romano Impero durante una Dieta del Sacro Romano Impero, nella città libera di Spira, ora l'attuale Speyer in Germania.
Il re danese Cristiano III aveva imposto pesanti pedaggi sull'Øresund e due altri canali tra il mare del Nord e il mar Baltico, nel tentativo di porre fine al predominio olandese del commercio nella regione baltica. Sotto la pressione dell'imperatore Carlo V, egli accettò di esentare le navi olandesi da questi pedaggi e dare loro accesso libero e illimitato al Baltico. Nel trattato, Carlo V ha anche riconosciuto Cristiano III come il legittimo re di Danimarca ed ha promesso di non fornire assistenza militare al suo rivale Cristiano II. Il trattato di Spira ha dettato la politica estera di Cristiano III per il resto della sua vita. Egli mantenne la Danimarca in pace, rifiutando di coinvolgere il paese nei conflitti tra protestanti e cattolici come la guerra di Smalcalda del 1546. I Paesi Bassi spagnoli, e dal 1581 la Repubblica delle Sette Province Unite, avrebbero continuato a dominare il commercio del mar Baltico per altri due secoli.